# そんな奴ァいねぇ!!
『そんな奴ァいねぇ!!』（そんなやつぁいねぇ）は、駒井悠による日本のギャグ漫画作品。
『月刊アフタヌーン』（講談社）にて1994年から2009年にかけて連載されていた。駒井のデビュー作でもある。1994年度、アフタヌーン四季賞（春）佳作。
単行本は全15巻、および後述する『そんな鉄ァいねぇ!!』単巻が発刊。
またモーニング・アフタヌーン・イブニング合同ウェブコミック『モアイ』にて2014年6月25日から『大人のそんな奴ァいねえ!!』が連載中。高校2年生だった主要人物らが29～30歳になった設定で描かれている。

## 概要
- 4コマ漫画形式。主人公は特定されていない。メインキャラクター達が高校生であるため、彼らの学園生活をテーマにしたネタがほとんど。しかし、他にも警察官や大学生、俳優など多数のキャラクターが登場し、それぞれの職場などをテーマにしたネタも少なくない。
- 上記の理由のため、この漫画の登場人物は非常に多く、個性豊かであることが特徴である。
- 専門的な知識をネタにした作品が多いことも特徴である。（毒物、ことわざ・慣用句、医学など）

## 登場人物

### 2年3組

#### 男子生徒
佐藤一郎（さとう いちろう）
出席番号10番。186cm68kg、A型の蠍座。園芸部、生徒会会計係。
父親が医者で薬学、医学の知識に非常に長けており、特に毒博士である。毒そのものだけでなく、毒を持つ生物や植物の生態にも詳しい。自宅の庭で毒のある植物を栽培している。
性格は冷静沈着で、笑顔さえほとんど見せない。物腰は柔らかいが、さらりと恐ろしい発言をすることもある。
地球防衛組の舎弟頭でもある。
冴木直人（さえき なおと）
出席番号9番。186cm75kg、A型の山羊座。剣道部、生徒会書記。
佐藤一郎の幼なじみで、よく佐藤にだまされては入院する。
高橋毅（たかはし つよし）
出席番号11番。165cm45kg、B型の乙女座。サッカー部、風紀委員。
可愛らしい美少年だが、かなりの毒舌で、気も強い。博学で頭も良く、他人の揚げ足をよく取る。楠の妹に似ている。
親しいといえる友人がいない。ボッチ。
楠直也（くすのき なおや）
出席番号8番。186cm76kg、O型の牡牛座。サッカー部、体育委員。
よく高橋毅と一緒にいては酷いことを言われている。高橋が自分の妹に似ているので怒れないらしい。
たびたび興奮しては鼻血を吹き出す。シスターコンプレックスでもある。
東国丸和史（ひがしくにまる かずし）
出席番号15番。173cm68kg、A型の獅子座。少林寺拳法部、掲示係。
愛すべきお馬鹿さん。単純であるが、純真な子供のような心を持っている。
山田義人（やまだ よしひと）
出席番号17番。178cm75kg、AB型の水瓶座。サッカー部、美化委員。
かなりのナルシストで、常に手鏡を携帯。
池田政夫（いけだ まさお）
出席番号2番。180cm78kg、A型の蟹座。剣道部、文化委員。
単行本初期の頃に彼女にふられて以降、カップルに対し異常なまでの敵意を燃やし、破滅に導く。
田中太郎（仮名）（たなか たろう かめい）
留学生。187cm70kg、AB型の山羊座。
（仮名）までが正式名称であるが本名は秘密。「日※親善大使」と書かれた襷をしている。元、某国の第3王子。今は玉子。
普段はきつめの眼鏡をしているが、決め台詞を言う時は眼鏡を外す。その時の顔は超美形。
スピットファイア＝スコット。主な活動は諜報活動。だがその正体は組織のボスのアトミック＝ベネロープ。
遠山金四郎（仮名）として、組へ潜入しスパイ活動をしている。
有栖川宏海（ありすがわ ひろみ）
出席番号1番。潔癖症。
稲垣慎吾（いながき しんご）
出席番号3番。有栖川宏海に惚れている。
遠藤武士（えんどう たけし）
出席番号4番。ツッパリ君。
岡村靖行（おかむら やすゆき）
出席番号5番。ママがいる。
奥遥（おく はるか）
出席番号6番。何でも知っている男。「おっくん」と呼ばれると怒る。たまに知らないこともある。
木村和哉（きむら かずや）
出席番号7番。高砂ジャッキーとの出会いから格闘技の道へ行く事に。
土山信嗣（つちやま しんじ）
出席番号12番。典型的なオタク。
戸田晃司（とだ こうじ）
出席番号13番。昔ながらの不良。そのわりに1年生の時には皆勤賞を貰っている。また誰よりも早く登校し教壇に花を飾ったりもしている。
能見吾郎（のうみ ごろう）
出席番号14番。実家はお寺で坊主頭。謎の父親を持つ。
溝口浩志（みぞぐち ひろし）
出席番号16番。よく池田政夫と行動している。仲は良いが、池田のせいで彼女は作れない。壊れて行く池田を静かに見守っている。
吉田博文（よしだ ひろふみ）
出席番号18番。エロ好き。
和田圭一（わだ けいいち）
出席番号19番。ギャンブル大好き。

#### 女子生徒
相田紫（あいだ ゆかり）
出席番号30番。163cm50kg、A型の双子座。
オカルト少女。幽霊や悪魔、黒魔術など、彼女の周囲では数々の超常現象が目撃されている。
園生涼子（そのう りょうこ）
出席番号36番。159cm48kg、AB型の射手座。
傍若無人で自己中心的な性格。相田紫と里見今日子の3人で行動することが多い。
里見今日子（さとみ きょうこ）
出席番号35番。母親が太っているためか、自分の体重を気にしている。
デリンジャー＝パーカー。知らないうちに組織の一員にされてしまった。
荒井洋子（あらい ようこ）
出席番号31番。
飯島真奈美（いいじま まなみ）
出席番号32番。
宇佐美愛（うさみ めぐみ）
出席番号33番。パパがいる。
加藤美雪（かとう みゆき）
出席番号34番。脇役ながら出番は多め。父親はママ。
田中佳子（たなか けいこ）
出席番号37番。一見、普通の女子高生に見えるが、とんでもない身体能力を持っている。
ショットガン＝トレイシー。主な活動は実践。
土屋圭子（つちや けいこ）
出席番号38番。
中江智美（なかえ ともみ）
出席番号39番。軍事、暗殺術に長けている。
原田雅子（はらだ まさこ）
出席番号40番。通称、天誅女。呪いなどに詳しい。
平野留美（ひらの るみ）
出席番号41番。都の親友。変わっていく都に戸惑っている。
藤井都（ふじい みやこ）
出席番号42番。佐藤に告白するもあっさり振られ、その後はストーカーに。
福生詩織（ふっさ しおり）
出席番号43番。腐女子。
本郷亜梨子（ほんごう ありす）
出席番号44番。ロリキャラ。
牧原美奈子（まきはら みなこ）
出席番号45番。かなりの巨乳で、それを常に自慢しているためよく女子から怒りを買う。制服を着用せずいつも私服を着ている。
森田由佳里（もりた ゆかり）
出席番号46番。加藤美雪と一緒にいることが多く、彼女も脇役としての出番が多め。
矢部香（やべ かおり）
出席番号47番。腐女子。
与乃木桜（よのぎ さくら）
出席番号48番。妄想しがちで暴走しがち。

### 2年4組

#### 男子生徒
天野誅（あまの ちゅう）
出席番号2番。天誅男。カップルを見かけては男を殴り飛ばしている迷惑な男。
安原那智（やすはら なち）
出席番号18番。嘘吐き。手の込んだ嘘を言う為信じてしまう人は多い。
連載初期では鈴木らに嘘を吹き込んで弄ぶことがもっぱらだったが、柳瀬の秘密に勘付き始めた頃から変に一人で気を揉むことになったり、組織だの組だのに散々振り回される可哀相な役回りが増加しつつある。
トンファー＝ミンミン。組織の秘密を知ってしまった為に組織入りせざるを得なくなるが、父親は組織の敵の「組」の組長。
佐藤とは従兄弟同士であり、「一郎君」と呼んで慕っている。
鈴木司（すずき つかさ）
出席番号10番。安原に騙され続ける愛すべきおバカさん2号。
柳瀬正宗（やなせ まさむね）
出席番号19番。登場初期は目立たなかった。普段は目を閉じている。
ガトリング＝ゴードン。主な任務は諜報。とてつもない時間を生きているらしい。
実は相田紅美の兄。
佐々木亮介（ささき りょうすけ）
出席番号9番。ダジャレに命を懸ける。須山先生を尊敬している。
田野口裕一（たのぐち ゆういち）
出席番号12番。恐ろしいまでのマゾヒスト。彼にとっては地獄でさえ極楽である。
浅野長孝（あさの ながたか）
出席番号1番。
石井司郎（いしい しろう）
出席番号3番。司をいじめるいじめっ子。
石澤和洋（いしざわ かずひろ）
出席番号4番。中濱の恋人。
遠藤彰宏（えんどう あきひろ）
出席番号5番。安原の小学校の同級生で安原の過去を知る男。
工藤昇（くどう のぼる）
出席番号6番。石井と一緒に司をいじめるいじめっ子。
今内弘太郎（こんない こうたろう）
出席番号7番。ゲーム大好きだが、小学生にゲームも喧嘩も負けるほど弱い。
酒井洋一（さかい よういち）
出席番号8番。女好きのナンパ男だったのが、いつのまにかダジャレの道へ。
箼亠一（たかむら はじめ）
出席番号11番。宇宙人に連れ去られたらしい（笑）。
玉城希（たまき のぞむ）
出席番号13番。牧原が好きで牧原の机の上にあった飲み残しのジュースを飲んだが、実は土山の飲み残しだった。
冬馬虎太郎（とうま こたろう）
出席番号14番。トラウマ君。様々なトラウマを持っている。
中濱力（なかはま ちから）
出席番号15番。石澤の恋人。
人見聡（ひとみ さとし）
出席番号16番。トラウマ君の友人。
三浦義仁（みうら よしひと）
出席番号17番。ざんこく君。やる事がとにかく残酷。
山本竜太（やまもと りゅうた）
出席番号20番。ざんこく君にいつもいじられている。

#### 女子生徒
秋山奈穂子（あきやま なほこ）
出席番号30番。河合の友人。
小原苺（おはら いちご）
出席番号31番。
折原かおる（おりはら かおる）
出席番号32番。初詣で自分の好きな男性に彼女がいることを目撃してしまう。
河合美波（かわい みなみ）
出席番号33番。4組女子の中では登場回数が多い。
北山春香（きたやま はるか）
出席番号34番。
後藤二葉（ごとう ふたば）
出席番号35番。いじめられっこ。
佐原麻実（さはら あさみ）
出席番号36番。
清水文代（しみず ふみよ）
出席番号37番。隠れオタクでコスプレイヤー。コスプレをしている時に3組の土山に言い寄られてしまい、ウザがっている。
瀬田明子（せた あきこ）
出席番号38番。コギャルの1人。
滝口由美（たきぐち ゆみ）
出席番号39番。コギャルの1人。
多田美晴（ただ みはる）
出席番号40番。転嫁女。失礼な発言が多い。
中田久美（なかた くみ）
出席番号41番。多田の親友で、何かと転嫁されている。
西村亜梨沙（にしむら ありさ）
出席番号42番。酒井が好きだったが、彼の発言に幻滅し失恋した。
村越あすか（むらこし あすか）
出席番号43番。
野々口舞（ののぐち まい）
出席番号44番。
浜田佐智子（はまだ さちこ）
出席番号45番。同じクラスの佐々木が好き。
林翔子（はやし しょうこ）
出席番号46番。コギャルの1人。
山崎ひかり（やまざき ひかり）
出席番号47番。

### 2年1組

#### 男子生徒
小石川礼（こいしかわ れい）
出席番号7番。小石川先生の息子。
ガバメント＝ジョン。主な活動は電子工学。
高柳徹（たかやなぎ とおる）
出席番号11番。小石川の親友。
阿部工某（あべ こうぼう）
出席番号1番。希望進路に「神」と書いた。
安西慶繁（あんざい よししげ）
出席番号2番。5人兄弟の1人（笑）
板橋登（いたばし のぼる）
出席番号3番。変な写真を集めるのが趣味。たまに仕込み写真を自分で仕込む。
尾上学（おのうえ まなぶ）
出席番号4番。膝が人面。
小田禄朗（おだ ふくろう）
出席番号5番。入院した際クラスメイトから千羽鶴を贈られるもすぐ退院して顰蹙を買った。
金谷滋（かなや しげる）
出席番号6番。野球部のキャプテン。
上坂宗司（こうさか そうじ）
出席番号8番。仕込み写真で授業を度々妨害する。
佐久喜彦（さく よしひこ）
出席番号9番。
杉本伸一（すぎもと しんいち）
出席番号10番。オタク。3組の土山と仲がいい。
塚本瑛一（つかもと えいいち）
出席番号12番。
中山晃実（なかやま あきみ）
出席番号13番。5人兄弟の1人。
葉月健太（はづき けんた）
出席番号14番。5人兄弟の1人。
眞鍋譲（まなべ ゆずる）
出席番号15番。
三宅有文（みやけ ありふみ）
出席番号16番。5人兄弟の1人。
薮内尚士（やぶうち ひさし）
出席番号17番。トルエン売りの人（笑）。
吉田潤也（よしだ じゅんや）
出席番号18番。生徒会長。マザコン（笑）。
渡辺駿（わたなべ しゅん）
出席番号19番。5人兄弟の1人。

#### 女子生徒
白鳥麗華（しらとり れいか）
出席番号39番。外見、内面共に最悪の女。何かと高柳などにネタにされる。
大曽根由利（おおそね ゆり）
出席番号34番。東洋呪術、陰陽道に精通している。父親は占い師。
赤石美穂（あかいし みほ）
出席番号30番。
朝井由希子（あさい ゆきこ）
出席番号31番。
岩槻舞（いわつき まい）
出席番号32番。何かとワンダーな世界の住人らしい。
宇野怜美（うの さとみ）
出席番号33番。
長田すみれ（おさだ すみれ）
出席番号35番。大曽根の友人。
柿内怜子（かきうち れいこ）
出席番号36番。大曽根の友人で風紀委員長。たまに毒舌。
加藤真奈美（かとう まなみ）
出席番号37番。
久保順子（くぼ じゅんこ）
出席番号38番。5人姉妹の1人（笑）
鶴巻ひとみ（つるまき ひとみ）
出席番号40番。アイドル歌手を目指すも、柿内に毒舌で打ちのめされる。5人姉妹の1人。
西尾恵（にしお めぐみ）
出席番号41番。5人姉妹の1人。
樋口美智子（ひぐち みちこ）
出席番号42番。5人姉妹の1人。
藤枝千秋（ふじえだ ちあき）
出席番号43番。
三崎香（みさき かおり）
出席番号44番。
望月真子（もちづき まこ）
出席番号45番。
山内優香（やまうち ゆうか）
出席番号46番。クラス委員
吉本美花（よしもと みか）
出席番号47番。5人姉妹の1人。

### 教職員
野村芳郎（のむら よしお）
38歳。美術教師。メインキャラクターの多くが在籍する2年3組の担任。しかしそのわりに登場回数が他の教師に比べて少なく、目立ちにくい存在。
三枝麗子（さえぐさ れいこ）
26歳。漢文担当。2年3組の副担任も務める。昔はレディースのヘッドであった。
須山大（すやま ひろし）
36歳。英語教師。4組の副担任も務める。かなりのダジャレ好きで、教科書にすらネタをびっしり書き込んでいる程。しかしそのダジャレの寒さは尋常ではなく、周囲を凍りつかせる。口髭が特徴的。
小石川好弘（こいしかわ よしひろ）
36歳。国語教師。2年4組の担任も務める。「組織」の長官でもあり、コードネームはニューナンブ＝ジェフ。
萩原広幸（はぎわら ひろゆき）
32歳。体育教師。
井上円（いのうえ まどか）
数学教師。1組の担任も務める。板橋と上坂の仕込み写真によってよく授業を妨害される不憫な先生。
黒川洋（くろかわ ひろし）
34歳。化学担当。
須田悦夫（すだ えつお）
42歳。化学担当。
細木正夫（ほそき まさお）
39歳。物理担当。
川辺美緒（かわべ みお）
28歳。生物担当。
東国丸和子（ひがしくにまる かずこ）
23歳。家庭科教師。東国丸和史の姉。
南条圭（なんじょう けい）
数学教師。元ネタは『ペルソナ』（笑）。
正木則夫（まさき のりお）
教育実習生。どうやら昔は悪だったらしい。
イワン＝ジェファーソン
26歳。新任教師。日本生まれ日本育ちのロシア系アメリカ人。

### 相田家
相田青一（あいだ せいいち）
相田紫の父。42歳（?）。178cm63kg、O型。1月1日生まれ。
職業はジュニア小説の作家で、ペンネームは星野ひかり。現在は『恋のミラクルマジック☆想い出は春風にのせて』を執筆中。
常に人形の『ちゃありぃ』を持ち歩き、腹話術でないと他人と会話できない。
相田紅美（あいだ くみ）
母。年齢不詳。127〜172cm 25〜50kg、AB型。10月31日生まれ。
化粧を落とすと若く見える、というか完全に幼児化する。
かつては『プロヴァンスの紅き鮮血の魔女』と呼ばれていた。
相田蘇芳（あいだ すおう）
長男。20歳。180cm67kg、A型。12月24日生まれ。
医学部薬学科の学生。アルビノであり、髪は染色している。
相田真朱（あいだ まそほ）
次男。19歳。168cm52kg、B型。6月13日生まれ。
着やせするタイプで、服を着ている時は美女に、裸の時はマッチョな男になる。その際、容姿だけでなく言葉遣いなども完全に変わる。
デンジャラス＝フッド。「天敵」である事は隠している。
ちゃありぃ
青一が常に持ち歩いている人形。しかしその実態は人間である。
人間時の見た目は35歳くらいの英国紳士風。衝撃を与えると人形に戻ってしまうようである。

### 佐藤家
佐藤太郎（さとうたろう）
佐藤一郎の父親。脳外科医。
佐藤花子（さとうはなこ）
母。地球防衛組の相談役でもある。安原那智の母の姉。
佐藤次郎（さとうじろう）
弟。中学生で、幼少の頃より一郎から酷い目にあわされている。毒物への耐性が常人より強い。

### 東国丸家
東国丸和美（ひがしくにまる かずみ）
東国丸和史の姉。弟と性格が大違いでかなりキツいことを笑顔でバッサリ言う。
東国丸佐和子（ひがしくにまる さわこ）
母。自称39歳と64ヶ月（47歳）。

### 「組織」
人類の「天敵」に対抗するために作られた組織。「組」とは敵対している。構成員のコードネームは武器の名称と「サンダーバード」の登場人物の名前の組み合わせ。
アトミック＝ベネロープ
ニューナンブ＝ジェフ（小石川好弘）
ショットガン＝トレイシー（田中佳子）
デリンジャー＝パーカー（里見今日子）
ガトリング＝ゴードン（柳瀬正宗）
トンファー＝ミンミン（安原那智）
スピットファイア＝スコット（田中太郎（仮名））
デンジャラス＝フッド（相田真朱）
ガバメント＝ジョン（小石川礼）
ブロウニング＝レディ（小石川留衣（こいしかわ るい））
小石川好弘の娘で礼の姉。主な活動はマネジメント。
組織の男達をコキ使っているが、「なっちーFANクラブ」の一員であり安原の言う事だけは素直に聞く。
トカレフ＝アラン（中山勝利（なかやま かつとし））
主な活動は清掃で、ジョンの補佐役。
バレッタ＝ブレインズ（雨宮嘉武（あまみや よしたけ））
主な活動はコンピュータ。ジョンと仲が悪い。
マシンガン＝バージル（里見崇志（さとみ たかし））
主な活動は清掃。今日子の兄。掃除が趣味。

### 「組」
安原那生（やすはら なお）
若頭。安原那智の父親。
優美（ユミ）
27歳。若頭補佐。薙刀を武器にする、通称『千人斬りのユミ』。
秘書的な業務を担当している。本名は由井美春。
笑（エミ）
22歳。若頭補佐。妖糸を操る、通称『切り裂きエミ』。
若頭のボディーガード。本名は栄美華。
魔魅（マミ）
14歳。武器はモーニングスター。通称、『ぶちかましのマミ』。
魔女っ子修行中で、巨大な鬼に変身できる。本名は観月マリア。
波斯（ペルシャ）
舎弟頭補佐。
百（もも）
舎弟頭補佐。

### 警察
当麻貢（たいま みつぐ）
26歳。キャリア組の警察官。
岩田巌（いわた いわお）
42歳。叩き上げのノンキャリア刑事。あだ名は『石頭のガンさん』。
平野敬司（ひらの けいじ）
27歳。上司が年下というヒラ刑事。
大張継実（おおばり つぐみ）
27歳。怪盗Gを追うのが生きがい。
金井剣（かない けん）
『カザフスタン旅行団』からのゲスト出演。
中森陽子（なかもり ようこ）
28歳。少年課担当の女刑事。
工藤美奈代（くどう みなよ）
28歳。中森とよく一緒にいる女刑事。彼氏の寝相が特殊。

### 大学・大学院関係者
吉井留架（よしい るか）
19歳。医学部学生。
久持雷太（くじ らいた）
19歳。医学部学生。
社智成（やしろ ともなり）
20歳。法学部学生。吉井留架の幼なじみ。
只野博士（ただの ひろし）
理工学部教授。おじさんであるが、院生達にとってなごみキャラになっている。
三波司朗（みなみ しろう）
院生。只野教授に萌えており、ネットにそのことを書き込んでいる。
北原美波（きたはら みなみ）
院生。只野教授に萌えている。

### 芸能人・モデル・テレビ局関係者など
桜井トオル（さくらい とおる）
29歳。実力派人気俳優。
かなりの猫好きで、自身も「男房」という名前の猫を飼っている。
大樹利英（だいぎ としひで）
22歳。大喜利兄。メンズ誌のモデルをしている。考え方が古風。なぞかけが趣味。
大樹利子（だいぎ りこ）
20歳。大喜利妹。大学生。アルバイトでバーテンもしている。よく兄に殴られる。
ジャンポール・フランシス
20歳。大学生で、モデルもしている。大喜利兄とよく一緒に仕事をしている。
ゆうすけおにいさん
子供向け番組のお兄さん。生意気な子供には厳しい。
ひとみおねえさん
ゆうすけおにいさんとパープーくんの間もでいつも笑顔。実は結構いい歳らしい（笑）。
パープーくん
『おとなであそぼ』のマスコットキャラクター。悪い子供には恐ろしい制裁を加える。
久留米ジョー（くるめ じょー）
20歳。母親がギリシャ人のハーフ。
かなりのグルメで各国の料理にも詳しい。メンズ誌のモデルが本職。
国枝安奈（くにえだ あんな）
27歳。アナウンサーで、『まちかどウォッチング』という番組のインタビューをしている。

### その他
古南冬彦（こみなみ ふゆひこ）
年齢不詳。名探偵古南さんとして活躍中で、特殊な力（本人曰く推理）で難事件を解決する。
田中太郎（仮名）の兄弟。つまりは宇宙人で、本名は明日虎（仮名）らしいがこれも事実は不明。
東国丸和史と鈴木司を少年探偵団の団員として雇っている。
楠美也（くすのき みや）
楠直也の妹で、高橋毅に顔がそっくり。現在中学1年生。ブラザーコンプレックスである。
安原美生（やすはら みお）
安原那智の姉。ジャーナリストを目指している。弟の那智と柳瀬との関係を疑っている。
赤井糸子（あかい いとこ）
冴木に片思いをしているが報われない。
仁科正人（にしな まさと）
東国丸和美のフィアンセだがいつも冷たくあしらわれている。大金持ちのボンボン。
内藤礼男（ないとう れお）
2年8組。お尻におできがあり、それを隠すためにプールの授業を欠席していた。野球部。
伊藤太一（いとう たいち）
2年8組在籍の野球部員。
市川良介（いちかわ りょうすけ）
バレッタ＝ブレインズのクラスメイト。不良。
我孫子徹（あびこ とおる）
バレッタ＝ブレインズのクラスメイト。不良。
権藤鉄太（ごんどう てつた）
バレッタ＝ブレインズのクラスメイト。不良。
大原礼子（おおはら れいこ）
22歳。◯×商事のOL。仕事中に眠ったり、会社への電話に「もしもし」と答えたり、ちょっと抜けている。
三宅健太郎（みやけ けんたろう）
26歳。◯×商事営業トップ。
合田素直（ごうだ すなお）
花言葉男からよく花を貰っていて、彼に好意を抱いている。職業は外資系のサラリーマン。
岩井佳奈（いわい かな）
合田素直の彼女。よくケンカをしている。
中野依子（なかの よりこ）
ライフセーバー男によく助けられる。が、余計に酷い目にあっている。
入間睦美（いるま むつみ）
中野依子と共に行動し、いつも振り回されている。
芥川将一（あくたがわ しょういち）
28歳の作家。児童文学賞を受賞。
『惨劇の館』というホラー小説が映画化された。

## 大人のそんな奴ァいねえ!!
本作の続編。モーニング・アフタヌーン・イブニング合同ウェブコミック『モアイ』にてWeb連載中。

### 登場人物
佐藤一郎（29）
小児科医。独身。
相田紫（30）
魔女。オカルト誌「マー」お抱えの占い師。
冴木直人（29）
内科医。
冴木糸子（29）
直人の妻。主婦。旧姓・赤井。
冴木一子（1）
冴木夫妻の娘。
園生涼子（29）
オカルト誌「マー」編集者。毒舌家。
中山今日子（29）
主婦。旧姓・里見。妊娠中。
中山日向子（10）
今日子の娘。
安原那智（29）
外科医。
柳瀬正宗（30）
探偵（何でも屋）。
鈴木司（29）
探偵（何でも屋）。
東国丸和史（29）
探偵（何でも屋）。
楠直也（30）
バーの店長。客はゲイばかり。
高橋毅（29）
数学の準教授。伊達メガネ。親に頼まれた楠と同居。
小石川礼（29）
国語教師。
山田義人（29）
美容師。
山田都（29）
義人の妻。旅館の仲居。旧姓・藤井。
池田政夫（30）
世界チャンピオン。
溝口浩志（ななさい）
池田のマネージャー兼セコンド。
田中佳子（29）
地学教師。
森田由佳里（29）
ホステス。
吉田博文（29）
青年実業家。
能見吾郎（29）
修行僧。
山本香苗
少女漫画家。PNは夢乃叶絵。
富樫由香（34）
山本の元アシスタント。YUKAとして少女誌デビュー。
芦屋祥子（42）
山本のアシスタント。既婚。
野々村美咲（19）
山本の新しいアシスタント。ピュア。Gカップ。
松永大地（23）
新任教師。なりはでかいが中身は子供。
雛村有里（高2）
小石川先生に興味津々。
小石川好弘（49）
現役国語教師。
萩原広幸（45）
体育教師。
野村芳郎（51）
元美術教師。現在絵画教室の先生。
酒井洋一
英語教師。ダジャレティーチャー。
佐々木亮介
理科の先生。ダジャレティーチャー。
今内弘太郎
ゲーム野郎。無職。
古南冬彦（年齢不詳）
古南探偵事務所所長。
安原那生
組長。安原那智の父親。
相田蘇芳（33）
相田紫の長兄。監察医。
木村和哉（30）
古南探偵事務所顧問弁護士。主に天誅男を弁護。
三木裕司（41）
大学から週1で内科医として派遣。本業は監察医。
野々山さくら（30）
看護師。
桃園美優（28）
看護師。
中原浩勝
オカルト誌「マー」編集部員。色々謎な経歴を持つ。
木山市朗
オカルト誌「マー」編集部員。
三波司朗（38）
数学教師。
細木正夫（52）
生徒指導。物理教師。
桜庭奈々（55）
家庭科教師。

## 書誌情報
- 駒井悠『そんな奴ァいねえ! !』、講談社〈アフタヌーンKC〉、全15巻
  1. 1995年9月14日発売、ISBN 978-4-06-176782-9
  2. 1996年10月21日発売、ISBN 978-4-06-337312-7
  3. 1997年12月16日発売、ISBN 978-4-06-337344-8
  4. 1998年11月18日発売、ISBN 978-4-06-337382-0
  5. 1999年12月14日発売、ISBN 978-4-06-337424-7
  6. 2000年12月20日発売、ISBN 978-4-06-337460-5
  7. 2001年12月21日発売、ISBN 978-4-06-337479-7
  8. 2002年12月18日発売、ISBN 978-4-06-337510-7
  9. 2003年12月18日発売、ISBN 978-4-06-337535-0
  10. 2004年12月21日発売、ISBN 978-4-06-337563-3
  11. 2005年12月22日発売、ISBN 978-4-06-337588-6
  12. 2006年12月22日発売、ISBN 978-4-06-337609-8
  13. 2007年12月21日発売、ISBN 978-4-06-337632-6
  14. 2008年12月22日発売、ISBN 978-4-06-337658-6
  15. 2009年12月22日発売、ISBN 978-4-06-337680-7
- 駒井悠『大人のそんな奴ァいねえ! !』、講談社〈アフタヌーンKC〉、既刊6巻（2020年10月23日現在）
  1. 2015年4月23日発売、ISBN 978-4-06-388051-9
  2. 2016年6月23日発売、ISBN 978-4-06-388147-9
  3. 2017年10月23日発売、ISBN 978-4-06-500302-2
  4. 2018年10月23日発売、ISBN 978-4-06-513063-6
  5. 2019年10月23日発売、ISBN 978-4-06-517254-4
  6. 2020年10月23日発売、ISBN 978-4-06-521053-6
  7. 2021年12月23日発売、
  8. 2022年12月22日発売、

## 関連書籍
元々『そんな奴ァいねぇ!!』の枠外コーナーであった紀行エッセイ漫画『駒っ旅』が、『そんな奴ァいねぇ!!』連載終了後独立した作品となり、2011年11月号まで連載された。単行本は『そんな鉄ァいねぇ!!』と改題され、全1巻が発行された。
2011年12月22日発刊 ISBN 978-4-06-376176-4
1997年4月にはデータハウスから謎本として「『そんな奴ァいねえ!!』の秘密」が発刊されている。講談社非公認であるが、発売直後のアフタヌーンの本連載の欄外でこの本のことが紹介され、編集者からは「自分ならそんな本を出さない」とコメントされ、この本の売上の心配をされていた。